# Attentat du Crossroads Center
L'attentat du Crossroads Center est une attaque commise le 17 septembre 2016. Un étudiant, Dahir Adan, attaque avec un couteau des clients du centre commercial Crossroads Center (en) de Saint Cloud, dans le Minnesota, aux États-Unis.

## Déroulement
Le suspect attaque au couteau les clients du centre commercial, faisant huit blessés. Il est abattu par un policier.

## Enquête

### Profil de l'auteur
L'auteur de l'attaque est Dahir Adan, un étudiant de l'université locale âgé de 22 ans. Le chef de la police locale ne se prononce initialement pas sur le caractère terroriste ou pas de l'attaque.

### Revendication
Quelques heures après les événements, l'État islamique revendique l'attaque par le biais de son agence Amaq : « l'exécutant des attaques au couteau menées dans le Minnesota hier était un soldat de l'Etat islamique, en réponse aux appels à prendre pour cibles les ressortissants des pays appartenant à la coalition des croisés ».